# 中国科学院大学
中国科学院大学（英語：University of Chinese Academy of Sciences），简称国科大，是中国科学院所属的一所以研究生教育为主的公立普通高等学校，前身中国科学技术大学研究生院成立于1978年，是中国大陆第一所研究生院，培养了中国大陆第一个理学博士、第一个工学博士、第一个女博士、第一个双学位博士。入选国家“珠峰计划”及首批“双一流”世界一流学科建设高校。2017年加入环太平洋大学联盟。
中国科学院大学拥有340余位中国科学院与中国工程院院士、566位千人计划入选者、2212位百人计划入选者、6100名博士生导师、3900余名硕士生导师，4个国家实验室、30个国家重大科技基础设施（大科学装置）、84个国家重点实验室、163个中国科学院重点实验室、41个国家工程研究中心（实验室）。
2017年，在中国一流研究生院排名中，中国科学院大学的理学和工学学科排名第一。
中国科学院大学是中华人民共和国排名前列的高校之一，現時屬於「美國新聞與世界報道世界百強大學」。中国科学院大学在2022年CWUR世界大学排行榜中名列第63名，中国第3名，仅次于清华大学和北京大学。中国科学院大学在2023年Nature Index自然指数全球机构排名中名列第5名，中国第2名，仅次于中国科学院。中国科学院大学在2022年泰晤士高等教育世界大学声誉排名中名列中国第8名，全球71-80名。中国科学院大学也在2023年USNews世界大学排行榜中名列中国第7名，全球112名。

## 历史沿革
- 1951年，中国科学院首次招收研究生。
- 1955年，国务院正式通过《中国科学院研究生暂行条例》，标志着中国研究生制度的建立。
- 1977年，中国科学院率先在全国恢复研究生招生制度。
- 1978年，中国科学院在北京成立了中国大陆第一所研究生院——中国科学技术大学研究生院，严济慈出任院长。
- 1982年2月6日，中国科学院进行了中国首次博士学位论文答辩（高能物理研究所研究生马中骐）。
- 1986年，中国科学院将位於北京的中国科学技术大学研究生院更名为中国科学技术大学研究生院（北京），同时中国科学技术大学在合肥校本部建立中国科学技术大学研究生院。
- 2000年，中国科学技术大学研究生院（北京）更名为中国科学院研究生院，白春礼任院长。

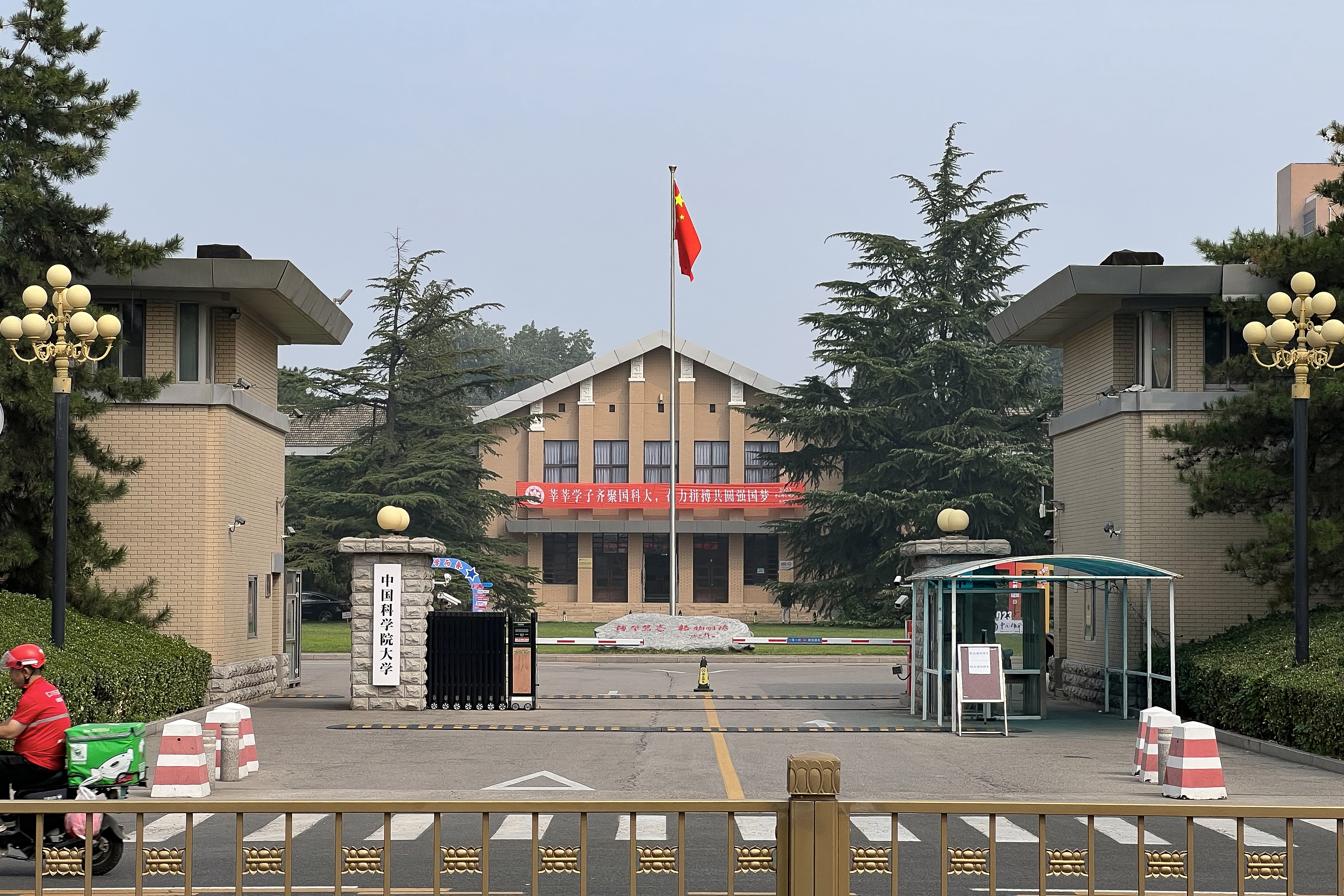
玉泉路校区正门

- 2005年，学校官方英文名称由Graduate School of Chinese Academy of Sciences (GSCAS) 变更为 Graduate University of Chinese Academy of Sciences (GUCAS)。
- 2012年，中国科学院研究生院更名为中国科学院大学，简称“国科大”，白春礼任校长。
- 2014年，国科大开始招收本科生，标志着国科大形成了以研究生教育为主的完整的高等教育体系，是国科大发展历程中的里程碑。同时在该年新开设哲学系。
- 2020年，国科大开设“华罗庚数学实验班”和“郭永怀力学实验班”。依托国科大建立“中国科学院哲学研究所”。
- 2025年，国科大扩大本科生招生规模，本科生培养进入“本博贯通”模式。单位注册地址也一并改为雁栖湖校区。[6]

## 教育科研

### 学科专业
中国科学院大学拥有26个一级学科博士学位授权点，114个二级学科博士学位授权点，130个二级学科硕士学位授权点，可授予包括哲学、经济学、教育学、文学、理学、工学、农学、医学、管理学九个学科门类的学位。此外还拥有工程硕士和工商管理硕士的专业学位授权点，以及102个博士后科研流动站。 本科生申报被确定为该校2013年十项重点工作任务之一，该校积极组织各学院和相关研究所申请本科专业，于2014年9月开始在数学、物理、化学、生命科学、材料、计算机6个学科门类招收本科生。2022年，本科招生专业包括数学与应用数学、物理学、化学、生命科学、材料科学与工程、计算机科学与技术、天文学、理论与应用力学、人工智能、环境科学、网络空间安全、电子信息工程、电气工程及其自动化、心理学、网络空间安全、人文地理与城乡规划专业。

### 教育教学
中国科学院大学的授课教师由各教育基地招聘的专职教师与来自各研究所的科研人员组成，担任学生在集中学习期间的课程教学，学术交流以及进行综合素质教育的工作。研究生的课题指导老师由分布在各研究所的中国科学院院士和中国工程院院士（300多名）、博士生导师、教授与研究员（共计7000多名）组成。这些导师大多直接参与研究生的培养和指导工作。同时，该校还定期或不定期的聘请世界一流学者为学生授课和进行学术讲座讲座。
中国科学院大学通过资源整合形成，拥有以分布于各地研究所为基础的导师队伍和科研实践条件。目前，有340余位两院院士、5100余名博士生导师、6100余名硕士生导师，直接参与研究生的培养和指导工作。遍布各研究所的4个国家实验室、80多个国家重点实验室、150余个中国科学院重点实验室、10余个国家工程研究中心等科研实体，成为研究生培养的依托。同时国科大凭借众多服务国家战略需求和科技前沿的科研课题项目，中国科学院文献情报中心（国家科学图书馆）和各研究所图书馆的藏书，网络视频课程提供的专业学习课件等，为研究生开展学术研究、参与科研实践、提升创新创业能力提供了学习成长条件。
截至2014年，中国科学院大学已经培养出了约11万名毕业研究生。

## 院系设置

### 教学科研单位
- 数学科学学院
- 物理科学学院
- 天文与空间科学学院
- 核科学与技术学院
- 工程科学学院
- 航空宇航学院
- 化学科学学院
- 化学工程学院
- 纳米科学与工程学院
- 材料科学与光电技术学院
- 光电学院
- 未来技术学院
- 地球与行星科学学院
- 资源与环境学院
- 生命科学学院
- 医学院
- 现代农业科学学院
- 计算机科学与技术学院
- 网络空间安全学院
- 电子电气与通信工程学院
- 集成电路学院
- 人工智能学院
- 前沿交叉科学学院
- 经济与管理学院
- 公共政策与管理学院/知识产权学院
- 人文学院
- 马克思主义学院
- 心理学系
- 外语系
- 体育部
- 中丹学院
- 国际学院
- 应急管理科学与工程学院
- 密码学院
- 人居科学学院
- 现代产业学院
- 北京燕山地球关键带国家野外科学观测研究站
- 卡弗里理论科学研究所
- 国际理论物理中心（亚太地区）
- 环境材料与污染控制技术研究中心
- 中丹中心（中国-丹麦科研教育中心）
- 基础教育研究院
- 药学院
- 昆明生命科学学院
- 宁波材料工程学院
- 深圳先进技术与工程学院
- 海洋学院
- 广州学院
- 南京学院
- 能源学院
- 重庆学院
- 太原能源材料学院
- 大珩学院
- 福建学院
- 成都学院
- 杭州高等研究院
- 机器人与智能制造学院
- 西安学院
- 中国科学院虚拟经济与数据科学研究中心
- 中国科学院北京纳米能源与系统研究所

### 重点实验室
- 挥发性有机物污染控制材料与技术国家工程实验室
- 大数据挖掘与知识管理重点实验室
- 计算地球动力学重点实验室
- 真空物理与技术应用重点实验室
- 系统生物学重点实验室
- 数字经济监测预测预警与政策仿真教育部哲学社会科学实验室（培育）

### 其他机构
- 党校巡视支撑保障一处
- 党校巡视支撑保障二处
- 党建工作一处
- 党建工作二处
- 国家创新与发展战略研究会
- 拓扑量子计算卓越创新中心
- 生物互作卓越创新中心

## 校训
该校校训为“博学笃志，格物明德”。其中“博学笃志”出自《论语·子张》中“博学而笃志”一语。意为广泛地学习，志趣专一。 “格物明德”出自《大学》，“格物”意为修身的起点要从格物致知开始，而“明德”是大学之中最高的为学之道，意为彰显自己心中美好的德性。
校训是由时任中国科学院院长路甬祥在2003年提议确定的。

## 校园环境
该校设研究生教育，2014年开始设本科教育。研究生入学后多在北京本部进行为期一年的理论课程学习，然后回到中国科学院分布在全国20余个省（市）的100余个研究所进行课题研究和毕业论文相关工作。中国科学院大学在北京本部拥有玉泉路校区、中关村校区、雁栖湖校区和奥运村校区四个校区，在北京之外则拥有上海、成都、武汉、广州、兰州5个研究生教育基地，共同承担研究生培养工作，因此有“没有围墙的大学”之称。

### 玉泉路校区

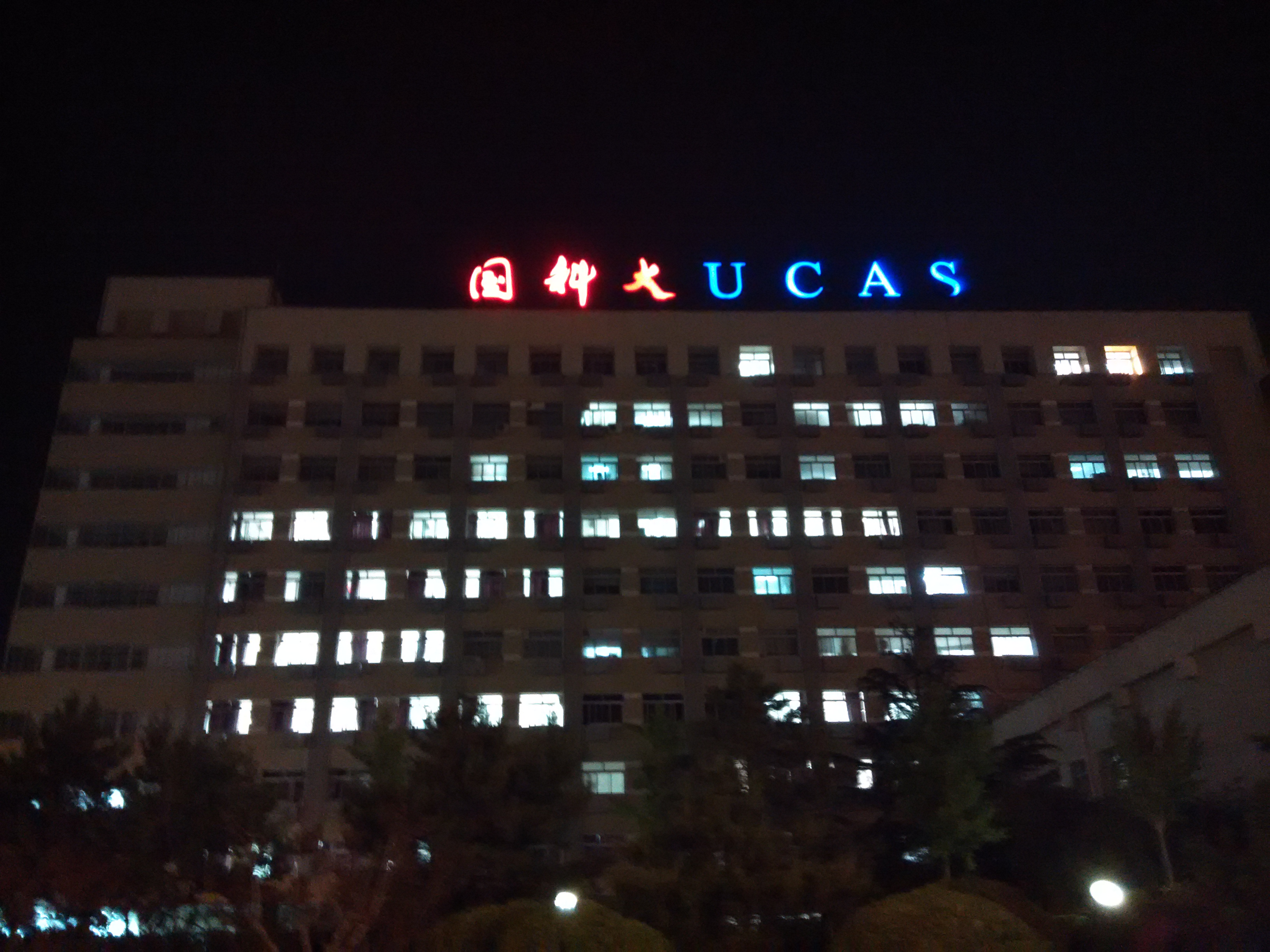
国科大玉泉路校区教学大楼-夜景

玉泉路校区是国科大最早的校区，与中国科学院高能物理研究所毗邻，面积为118347m2，2013年之前是国科大最主要的教学园区，历年秋季开学典礼及夏季学位授予仪式一般在此举行。玉泉路校区校址基本上延续的是1958年成立的中国科技大学老校址。标志性建筑为大礼堂，主体为木质建筑，可同时容纳约800名师生，是玉泉路校区举行各种文艺活动、报告的地方。关于礼堂的确切建造日期一直不明晰，最近的口述历史还原了礼堂的建造日期为1951年。该校区教学大楼楼顶竖有醒目“国科大 UCAS”霓虹灯标识（现已拆除），之前则为“中国科学院研究生院”。
2015年秋季学期后，该校区的学生群体已基本以本科生为主。2025年秋季学期本科生离开。

### 中关村校区
中关村校区与中国科学院基础科学园区毗邻，附近主要聚集了众多基础科学与信息科学领域研究所。另外中国科学院大学青年公寓也位于中关村校区，青年公寓是高年级研究生最主要的居住地。邻近的研究所有物理研究所，理论物理研究所，近代物理研究所，化学研究所，计算技术研究所，软件研究所，数学与系统科学研究院，力学研究所，电子学研究所，声学研究所，理化技术研究所，国家纳米中心，自动化研究所，过程工程研究所，工程热物理研究所，电工研究所，计算机网络信息中心等。

### 雁栖湖校区

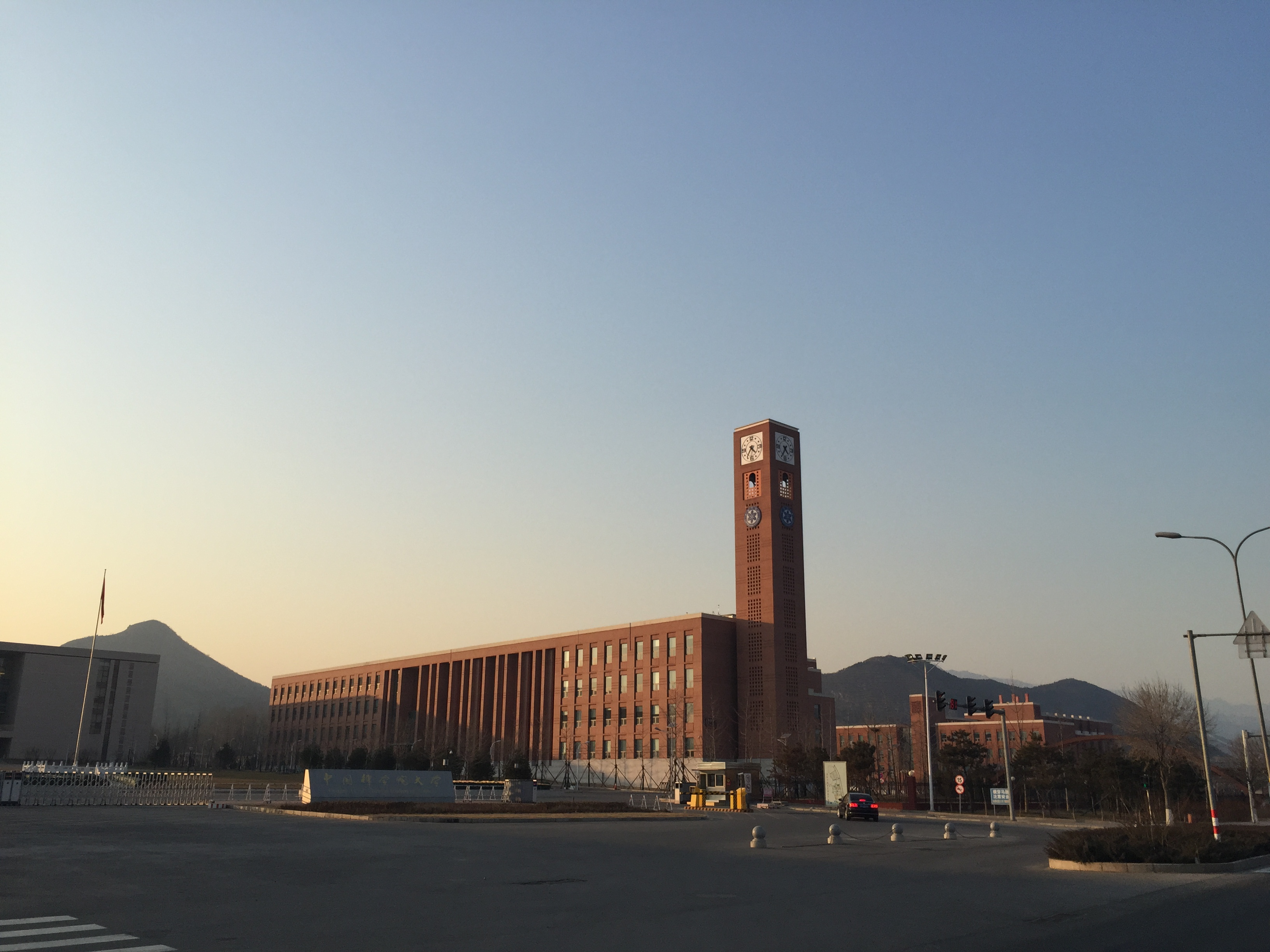
国科大雁栖湖校区

雁栖湖校区是国科大最新的校区，亦是面积最大的校区，包括东、西两个校区，总面积为3121383m2，现为怀柔科学城的一部分。2013年9月，雁栖湖校区西区落成并投入使用，部分本部学院搬迁至西区开展教学与科研。自2013年始，国科大秋季开学典礼开始在雁栖湖校区举行，但是夏季学位授予仪式2019年前仍然在玉泉路校区举行，2019年开始在雁栖湖校区举行。受新冠肺炎疫情影响，2020年毕业典礼暨学位授予仪式改为在玉泉路校区举行，现场有170名毕业学生代表参加，绝大多数毕业生则通过网络直播参加。
雁栖湖校区自2006年12月2日奠基，2009年10月28日正式开工建设，期间经历诸多波折，于2013年9月西区迎来第一批新生，于2015年9月全部落成使用。
该校区学生宿舍独具特色，为“单间+客厅”套间式建筑，每个学生都有自己独立的房间，客厅、卫生间、浴室为公用。2017年9月起，因学校扩招人数过多导致“单间+客厅”的部分单人间改为双人间。预计2019年9月起，西区约五分之四的7平米的男生宿舍将要改建为双人间。
2025年秋季学期后，本科生办学地点改为雁栖湖校区。

### 奥运村校区

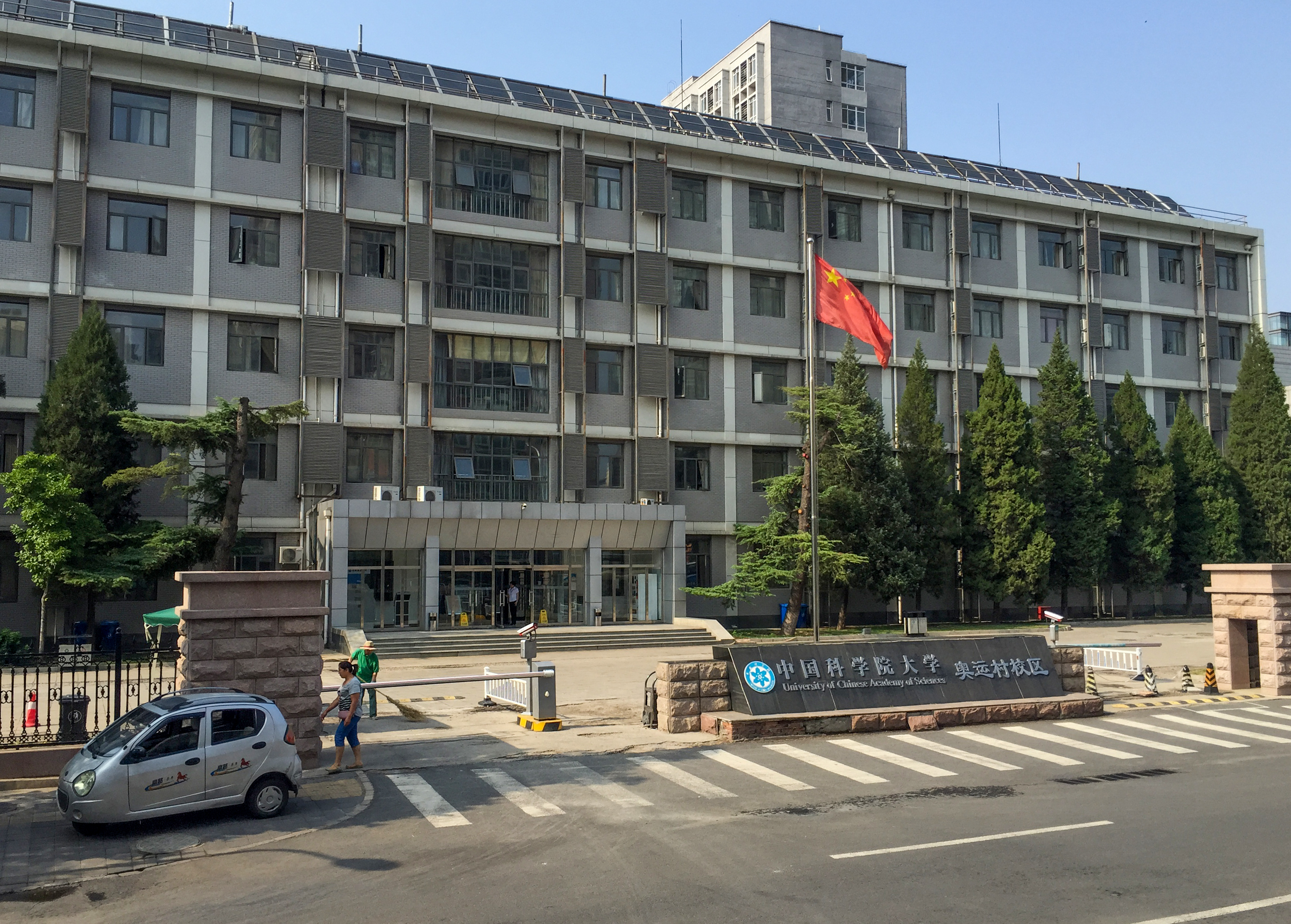
国科大奥运村校区

奥运村校区又称中国科学院天地生科学园区（中国科学院奥运村科技园），原称北郊园区，主要聚集了生命、天文、地学、资源、环境等领域研究所的高年级学生。邻近的研究所主要包括中国科学院动物研究所、生物物理研究所、微生物研究所、遗传与发育生物学研究所、北京基因组研究所、地理科学与资源研究所、遥感与数字地球研究所、国家天文台、青藏高原研究所、心理研究所、北京生命科学研究院。

## 校园文化

### 形象标识

#### 校徽
国科大的前身中国科学院研究生院院徽与中国科学院院徽一致。2012年更名之后，校徽没有发生变化，仍然沿用中国科学院院徽：外环为“中国科学院”字样，上为第一任院长郭沫若手写，下为英文。环外是由六个晶体组成的一个物质结构图案，象征数学、物理、化学、天文、地学、生物六大学科融汇和结合的基础作用；中间自然形成一齿轮，象征基础科学凝聚、派生的技术科学的推进作用。

#### 校名
2012年官方网站显示的国科大校名为华文中宋体，2014年官网更新后主页使用手写体校名，题写者为白春礼。

### 宣传片
国科大在2008年曾经推出宣传片“中国科学院研究生院宣传片”。但是原网页已无法播放，在一些视频网站还可以观看。2014年为本科招生推出“中国科学院大学2014年高考招生宣传片”，2015年4月9日最新推出《遇见国科大 遇见未来不可思议的自己》本科招生宣传片。

2012年，国科大（当时还称为中国科学院研究生院）亦拍摄过校园主题的歌曲MV-学生会之歌《我想要幸福的未来》，筹备历时六个月，词曲均由同学们原创，于当年的5月26日晚，作为压轴节目亮相于研究生院第十一届文化艺术节之“五月的鲜花”大型文艺汇演。本首歌曲是中国科学院研究生院首次以歌曲形式记录校园生活。2014年，歌曲MV经过重新拍摄制作，成为第十三届文化艺术节之“五月的鲜花”大型文艺汇演暖场视频，同时歌曲也作为本次晚会的压轴节目再次登场。

### 元旦晚会
每年的元旦节日，国科大各学院都会策划举行本院的元旦晚会，而学生会亦会举行国科大元旦晚会。早在2007年，国科大曾经联合香港八所高校以玉泉路礼堂作为主会场，利用网络视频技术举办两地新年联欢会，是国内首次采用网络视频技术举办的文艺活动。

### 高雅艺术进校园
“高雅艺术进校园”是国科大邀请艺术院校来校演出，旨在丰富学生文化生活，提高学生艺术修养的一类活动。中国音乐学院、中国戏曲学院、中央音乐学院、北京舞蹈学院等在国科大设有实践基地，都会定期来校演出。

### 校园文化艺术节
国科大校园文化艺术节传统上包括全院范围内的“艺韵”书画摄影大赛、“青春的风采”文艺汇演以及京区范围内的“五月的鲜花”文艺汇演、“舞动的青春”社交舞表演赛和“科苑杯”乒乓球邀请赛，迄今已举办十三届。其中“青春的风采”文艺汇演和“五月的鲜花”文艺汇演为晚会形式的活动，“青春的风采”文艺汇演在整个中科院教育基地、院所遴选节目，“五月的鲜花”文艺汇演在校本部学院遴选节目。

### 中国科学与人文论坛
“中国科学与人文论坛”于2003年4月创办，倡导发起人为中国著名科学家路甬祥和著名理论家郑必坚，主办单位为中国科学院研究生院（现称“国科大”）和高等教育出版社。论坛名称由郑必坚题写，迄今已举办159场。

论坛主要邀请中国高层领导、外国政要和国内外著名学者和专家，就人们共同关心的政治、科技、教育、经济、外交、环境、社会发展和人类文明进步等方面的问题进行广泛深入的学术研讨和交流。像“两弹一星”功勋奖章获得者周光召、王大珩，国家最高科学技术奖获得者吴文俊、刘东生、李振声，诺贝尔奖获得者杨振宁、斯宾塞、丁肇中， 企业家柳传志、马云、李开复，美国前总统乔治·布什、新加坡资政李光耀、美国前国务卿基辛等等都曾莅临论坛。

## 历任校长
1. 第一任　中国科学技术大学研究生院  1978年3月至1985年7月　院长：严济慈
2. 第二任　中国科学技术大学研究生院（1986年 改称 “中国科学技术大学研究生院（北京）”）  1985年7月至1988年12月　院长：管惟炎（兼）；常务副院长：汤拒非（1985年7月至1992年9月）
3. 第三任　中国科学技术大学研究生院（北京）  1988年12月至1992年9月　院长：谷超豪（兼，1988年至1993年）；常务副院长：汤拒非
4. 第四任　中国科学技术大学研究生院（北京）  1992年9月至1996年9月　常务副院长：张培华（1992年9月至1996年9月）
5. 第五任　中国科学技术大学研究生院（北京）  1996年9月至2000年6月　院长：汤洪高（兼）；常务副院长：冯克勤（1996年9月至2000年6月）
6. 第六任　中国科学技术大学研究生院（北京）  2000年6月至2001年4月　院长：朱清时（兼）；常务副院长：高文 (2000年6月至2004年8月)
7. 第七任　中国科学院研究生院（2012年 改称“中国科学院大学”）  2001年4月至2014年4月　校长：白春礼（兼）；常务副校长：高文（2000年6月至2004年8月），邓勇（2004年8月至2008年7月，2010年1月至2014年4月），王恩哥（2008年7月至2009年12月），吴岳良（2012年9月至2014年4月）
8. 第八任　中国科学院大学  2014年4月至2018年4月　校长：丁仲礼（兼）；名誉校长：白春礼
9. 第九任  中国科学院大学  2018年4月至2023年5月  校长：李树深（兼）；
10. 第十任  中国科学院大学  2023年5月至今  校长：周琪（兼）

## 声望与排名

### CWUR世界大学排行
| 年份 | 排名 | 排行榜           |
| ---- | ---- | ---------------- |
| 2019 | 96   | CWUR世界大学排行 |
| 2020 | 84   | CWUR世界大学排行 |
| 2021 | 73   | CWUR世界大学排行 |
| 2022 | 63   | CWUR世界大学排行 |

### QS大学排名
| 年份 | 排名 | 排行榜         |
| ---- | ---- | -------------- |
| 2021 | 85   | QS亚洲大学排名 |
| 2022 | 85   | QS亚洲大学排名 |
| 2023 | 80   | QS亚洲大学排名 |

### 泰晤士高等教育大學排名
| 年份 | 排名  | 排行榜                         |
| ---- | ----- | ------------------------------ |
| 2021 | 147   | 泰晤士高等教育世界大学声誉排名 |
| 2022 | 71-80 | 泰晤士高等教育世界大学声誉排名 |

### USNews世界大学排行
| 年份 | 排名 | 排行榜             |
| ---- | ---- | ------------------ |
| 2021 | 197  | USNews世界大学排行 |
| 2022 | 159  | USNews世界大学排行 |
| 2023 | 112  | USNews世界大学排行 |

## 著名校友
中国科学院或中国工程院院士：
- 毛用泽、杨裕生、孙鸿烈、欧阳自远、戴元本、马宗晋、傅家谟、周志炎、刘振兴、许厚泽、张福绥、刘新垣、俞鸿儒、张涵信、杨乐、张裕恒、安芷生、白以龙、陈运泰、洪德元、胡敦欣、刘以训、陆大道、李家春、吕达仁、戎嘉余、石耀霖、薛其坤、王鼎盛、王家骐、姚振兴、范滇元、方家熊、衣宝廉、符淙斌、徐建中、周巢尘、薛群基、黄荣辉、叶恒强、林尊琪、李玉、陈凯先、朱作言、郭华东、洪茂椿、庄文颖、蒋洪德、饶子和、翟明国、袁亚湘、李灿、解思深、马志明、李家洋、陈和生、刘丛强、褚君浩、白春礼、王恩多、鄂维南、王如松、丁伟岳、林惠民、刘嘉麒、李洪钟、姚檀栋、杨学明、吴以成、郭雷、李静海、吴岳良、张泽、周其林、丁仲礼、王志新、张杰、张伟平、李林、周忠和、万卫星、黄民强、朱日祥、卢柯、麻生明、康乐、武向平、张亚平、武维华、杨元喜、江桂斌、李言荣、王曦、崔向群、李树深、罗俊、赖远明、孙龙德、吴一戎[41]